# Cerastium cuchumatanense
Cerastium cuchumatanense är en nejlikväxt som beskrevs 1984 av David A. Good. Arten ingår i släktet arvar och familjen nejlikväxter. Inga underarter finns listade i Catalogue of Life.
C. cuchumatanense är en liten ettårig ört som ursprungligen växer kring Medelhavet. Den har små vita blommor med fem kronblad, och bladen är täckta av korta, vita hårstrån. Den växer på ängar, gräsmarker och liknande biotoper som störs av människan.